# Cele Patru Mari Turnuri
Cele Patru Mari Turnuri ale Chinei sunt patru turnuri socotite importante pentru istoria Chinei. Ele sunt:
- Turnul Cocorului Galben sau Pagoda Cocorului Galben, Wuhan
- Pavilionul Prințului Teng, Jiangxi
- Turnul din Yueyang, Yueyang
- Pagoda din Penglai, Shandong

Pagoda din Penglai este uneori exclusă din listă, datorită faptului că nu apare într-o operă literară importantă; se vorbește de primele trei ca de Cele Trei Mari Turnuri din Jiangnan.